# Avenger (série télévisée d'animation)
Pour les articles homonymes, voir Avenger.
Avenger (アヴェンジャー) est une série d'animation japonaise en treize épisodes de 25 minutes, réalisée par Koichi Mashimo et diffusée du 1er octobre au 24 décembre 2003 sur TV Tokyo.

## Synopsis
Cette histoire se déroule dans un monde apocalyptique, sur une planète Mars terraformée complètement dévastée où l'humanité survit tant bien que mal après la destruction de la Terre. Comme ces humains ont des difficultés à avoir des enfants, ils fabriquent des poupées. Layla Ashley et sa poupée Nei (qui a la faculté étrange d'avoir des sentiments) vont de cité-dôme en cité-dôme afin de se venger de Volk, un des premiers colons.

## Doublage
- Megumi Toyoguchi : Layla Ashley
- Mika Kanai : Nei
- Hiroshi Yanaka : Warrior Volk
- Shinichirou Ohta : Speedy
- Sumi Shimamoto : Goddess Westa

## Musique
- Générique d'ouverture : Gesshoku Grand Guignol, interprété par Ali Project
- Générique de fin : Mirai no Eve, interprété par Ali Project

| Avenger Original Soundtrack | Avenger Original Soundtrack                 | Avenger Original Soundtrack | Avenger Original Soundtrack | Avenger Original Soundtrack | Avenger Original Soundtrack | Avenger Original Soundtrack | Avenger Original Soundtrack | Avenger Original Soundtrack | Avenger Original Soundtrack |
| No                          | Titre                                       | Durée                       |                             |                             |                             |                             |                             |                             |                             |
| --------------------------- | ------------------------------------------- | --------------------------- | --------------------------- | --------------------------- | --------------------------- | --------------------------- | --------------------------- | --------------------------- | --------------------------- |
| 1.                          | Gesshoku Grand Guignol (月蝕グランギニョル) | 4:22                        |                             |                             |                             |                             |                             |                             |                             |
| 2.                          | Koufuku no Zoukei                           | 4:43                        |                             |                             |                             |                             |                             |                             |                             |
| 3.                          | Babylon Kafi                                | 6:50                        |                             |                             |                             |                             |                             |                             |                             |
| 4.                          | MOTHER                                      | 5:17                        |                             |                             |                             |                             |                             |                             |                             |
| 5.                          | Horobi no Houshuu                           | 3:14                        |                             |                             |                             |                             |                             |                             |                             |
| 6.                          | Agape                                       | 2:49                        |                             |                             |                             |                             |                             |                             |                             |
| 7.                          | Matenrou no Utsuro                          | 2:43                        |                             |                             |                             |                             |                             |                             |                             |
| 8.                          | Mukou Naru Shi                              | 2:35                        |                             |                             |                             |                             |                             |                             |                             |
| 9.                          | Shōjo Junichi                               | 4:54                        |                             |                             |                             |                             |                             |                             |                             |
| 10.                         | Ningyo Tsukai                               | 2:06                        |                             |                             |                             |                             |                             |                             |                             |
| 11.                         | Toronpuiyu Meikyuu                          | 2:43                        |                             |                             |                             |                             |                             |                             |                             |
| 12.                         | Eien Teki Heisai                            | 2:19                        |                             |                             |                             |                             |                             |                             |                             |
| 13.                         | Kuroi no Chiisa Door                        | 2:10                        |                             |                             |                             |                             |                             |                             |                             |
| 14.                         | Mayu                                        | 3:52                        |                             |                             |                             |                             |                             |                             |                             |
| 15.                         | Kinyoku to Utukishii                        | 2:12                        |                             |                             |                             |                             |                             |                             |                             |
| 16.                         | Torawareta Tamashii                         | 2:40                        |                             |                             |                             |                             |                             |                             |                             |
| 17.                         | Akai Hoshi                                  | 2:11                        |                             |                             |                             |                             |                             |                             |                             |
| 18.                         | Jigoku no Kisetsu                           | 5:02                        |                             |                             |                             |                             |                             |                             |                             |
| 19.                         | Until the End of the World                  | 3:19                        |                             |                             |                             |                             |                             |                             |                             |
| 20.                         | Mirai no Eve                                | 4:32                        |                             |                             |                             |                             |                             |                             |                             |
| 1:11:01                     |                                             |                             |                             |                             |                             |                             |                             |                             |                             |

## Liste des épisodes
1. Le Grand Cataclysme (Part. 1)
2. Le Grand Cataclysme (Part. 2)
3. Child
4. Adult
5. Silhouette
6. Reflection
7. Barbaroi
8. Pilgrim
9. Goddess
10. Frozen
11. Lunatic
12. Match
13. Outer